# Station Hockley (Essex)
Hockley (Essex) is een spoorwegstation van National Rail in Rochford in Engeland. Het station is eigendom van Network Rail en wordt beheerd door Greater Anglia.

## Treinverbindingen
- 3x per uur (Stoptrein) London Liverpool Street - Shenfield - Wickford - Southend Airport - Southend Victoria